# Успение Богородично (Кърпелево)
Вижте пояснителната страница за други значения на Успение Богородично.
„Успение Богородично“ е възрожденска църква в светиврачкото село Кърпелево, България, част от Неврокопската епархия на Българската православна църква. Обявена е за паметник на културата.

## История
Църквата е построена през 40-те години на XIX век. Според някои сведения е завършена в 1835 година. Дело е на беровски майстори строители.

## Архитектура
В архитектурно отношение представлява голяма трикорабна псевдобазилика с галерия от север, вкопана на запад над 4 m. В интериора няма стенописи. Трите дървени тавана са апликирани с розети-слънца. Иконостасът е изписан и частично резбован по царските двери и венчилката. Тридесетте икони са дело на представителя на Мелнишката художествена школа Яков Николай. Резбовани са и владишкият трон, амвонът и проскинитарият, които са боядисани по-късно с бяла боя.